# PJ 하비
PJ 하비(영어: PJ Harvey, MBE, 1969년 10월 9일 ~ )는 잉글랜드의 싱어송라이터, 음악가이다. 보컬리스트와 기타 연주자로서 가장 잘 알려져 있으며 피아노와 오르간, 베이스 기타, 색소폰, 하모니카 등 여러 악기도 능숙하게 다룬다.
PJ 하비는 1988년 오토매틱 들라미니라는 지역 밴드에 보컬이자 기타리스트, 색소폰 주자로 합류하며 음악 경력을 시작했다. 밴드의 리더였던 존 파리시와는 이후 오랫동안 함께 작업하는 관계가 된다. 1991년 PJ 하비라는 트리오를 결성하고 이후 PJ 하비라는 이름으로 활동하게 된다. 트리오는 두 장의 앨범 <Dry>(1992년), <Rid of Me>(1993년)를 내고 해체하고 이후 그녀는 솔로로 활동하게 된다. 1995년부터 하비는 9장의 앨범을 비롯하여 여러 뮤지션들과 협업하고 있다.
PJ 하비는 <Stories from the City, Stories from the Sea>와 <Let England Shake>로 머큐리상을 2001년과 2011년 각각 수상하면서 유일하게 두 번 상을 받은 아티스트가 되었다. 또 브릿 어워드 후보에 여덟 번, 그래미 어워드에 일곱 번, 그리고 머큐리상에도 두 번 더 후보에 올랐다. 롤링 스톤에서는 그녀에게 1992년 최우수 신인 아티스트와 최우수 싱어송라이터, 그리고 1995년 올해의 아티스트의 영예를 안겨주었으며 앨범 <Rid of Me>, <Bring You My Love>, <Stories from the City, Stories from the Sea>를 역사상 가장 위대한 음반 500장 리스트에 포함시켰다. 2011년 NME 어워드와 2013년 6월, MBE에서 음악공로상을 받았다.

## 어린 시절
폴리 진 하비는 1969년 10월 9일 영국 브리드포트, 도싯주에서 태어났다. 부모님은 채석장을 운영했고 그녀는 가족 농장에서 자랐다. 어렸을 적 부모님들은 그녀에게 블루스 음악과 캡틴 비프하트, 밥 딜런을 들려주었는고 이후 그녀의 음악에 영향을 끼쳤다. 부모님은 아마추어 뮤지션으로 정기적으로 모여 작은 공연을 열기도 했다.
십대 시절 하비는 색소폰 연주를 배워 볼로뉴라는 밴드에서 활동하기도 했으며 또 포크 듀오 폴캣츠에서 기타를 연주했는데 그녀의 초기 곡들이 여기에서 만들어졌다. 여빌대학으로 진학했고 시각예술 공부를 했다.

## 음악 경력

### 오토매틱 들라미니: 1988-1991년
1988년 7월, PJ 하비는 오토매틱 들라미니(Automatic Dlamini)라는 브리스틀에서 활동하는 밴드에 들어갔고 여기서 그룹으로 연주하는 경험을 쌓게 된다. 하비는 색소폰, 기타, 백보컬을 맡았고 데뷔 앨범 《The D is for Drum》 홍보를 위해 동/서독, 스페인, 폴란드 등지로의 투어에도 함께 했다. 그리고 두 번째 앨범을 위해 녹음작업을 했으나 발매되지는 않았다.
1991년 1월 하비는 오토매틱 들라미니의 멤버였던 엘리스와 올리버와 함께 밴드를 나와 자신의 밴드를 만든다. 한편 오토매틱 들라미니의 몇몇 멤버들과는 관계를 유지했는데 특히 존 파리시에 대해 "음악적 소울메이트"라고까지 표현할 정도였다. 파리시는 하비의 솔로 앨범들에 참여하고 때로 공동제작하기도 했으며 다수의 투어에서도 함께 연주했다. 또 듀오로 두 장의 앨범을 냈는데 파리시가 음악을 만들고 하비가 가사를 썼다. 또한 파리시의 여자친구 마리아 모흐나츠는 하비의 앨범 대부분에 있어 사진과 디자인을 했고 뮤직 비디오도 만들며 그녀의 대중적 이미지를 만드는데 큰 기여를 했다.
오토매틱 들라미니에서 활동했던 때에 대해 하비는 "노래를 많이 하지는 못했지만 기타 연주를 배울 수 있어 너무 좋았다. 밴드에 있을 때 곡을 많이 썼는데 내가 처음으로 만든 노래는 거의 쓰레기 수준이었다. 당시 아일랜드 민속 음악을 많이 들었기에 곡들은 포크풍으로 양철 피리 같은 악기들이 난무했다. 그때는 아직 다른 사람들 앞에서 나의 곡을 부를 준비가 안되었다"고 했다. 또 청중들 앞에서 노래하는 것에 대해 존 파리시로 부터 배웠다고 하며 "밴드와 존이 공연하는 것을 보면서 어떻게 청중들과 교감하는 지에 대해 많은 도움이 되었다. 다른 여러 가지 것들도 많았지만 특히 그것은 확실히 그에게서 배운 것이다"라고 했다.

### PJ 하비 트리오: 《Dry》와 《Rid of Me》: 1991-1993년
1991년 1월, 오토매틱 들라미니에서 롭 엘리스, 이언 올리버와 함께 나온 하비는 셋이서 트리오 PJ 하비라는 밴드를 만들었다. 하비가 기타와 보컬, 엘리스가 드럼과 백보컬, 올리버가 베이스를 맡았다가 다시 오토매틱 들라미스로 돌아갔고 이후 스티브 본이 들어왔다. 트리오의 첫 공연은 엉망이었는데 그 때에 대해 하비는 다음과 같이 회상한다. "우리는 연주하기 시작했고 아마 50명 쯤이 있었던 것 같다. 첫 번째 곡을 하자 그곳은 거의 텅 비어버리고 두 명만이 남았다. 그리고 여자 한 명이 드러머에게 다가왔고 우리가 연주하는 동안 그에게 소리쳤다. '아무도 좋아하지 않는 걸 모르겠어요? 돈을 줄테니까 그만 연주해요, 돈은 준다구요!'" 1991년 6월, 아직 무엇을 할지 정하지 못한 하비가 조각을 공부하기 위해 런던으로 가면서 밴드도 함께 이동했고 이 시기에 데모 테이프를 녹음하여 여러 레코드 레이블에 보냈다. 독립 레이블인 투 퓨어가 데뷔 싱글을 내주기로 하면서 "Dress"가 1991년 10월 출시되었고 이후 계약을 맺는다. "Dress"는 발매와 함께 엄청난 찬사를 받았으며 존 필은 "PJ는 마치 자신의 곡과 편곡의 무게에 짓눌린 듯, 마치 공기를 모두 뽑아낸 듯하다. 노래가 늘 즐겁기만 한 것은 아니지만 감탄할 만하다"라고 평했다. 싱글 출시 한 주 후에 이들은 BBC 라디오1의 필 세션에 출연하여 라이브 방송을 했다.
이어 2월에 나온 두 번째 싱글 "Sheela-Na-Gig" 역시 찬사를 받았고 3월에 데뷔 앨범 《Dry》가 나왔다. 앨범 역시 전세계적으로 압도적인 극찬을 받게 된다. 너바나의 커트 코베인은 가장 좋아하는 앨범들에서 이를 16위에 꼽았다. 롤링 스톤은 PJ 하비를 올해의 작곡가와 최우수 신인 여자 가수로 선정했다.
1992년대 중반에 여러 대형 레이블들의 경쟁을 뚫고 아일랜드(폴리그램)가 이들과 계약을 맺게 되었고 미국 미네소타주에서 스티브 알비니를 제작자로 하여 앨범 작업에 들어갔다. 파키덤 레코딩 스튜디오에서 녹음이 진행되었고 1993년 5월 《Rid of Me》가 나왔다. 롤링 스톤에서는 "공격적인 에로티시즘과 분노한 록으로 가득차 있다. 블루스에서 고스, 그런지를 훑고 있는데 때로는 한 곡에서 이 모든 것이 나타나기도 한다"라고 평했다. 이후 여름 내내 영국과 미국 투어를 벌였다.
미국 투어 중에 내부적 갈등이 시작되었다. 롤링 스톤의 기사에 의하면 "멤버들 사이는 걷잡을 수 없이 멀어졌다"고 했고 하비는 이에 대해 "슬픈 일이었다. 멤버들이 없었다면 나는 여기까지 올 수 없었을 것이다. 나는 그들이 절실히 필요했었다. 하지만 지금은 그렇지 않다. 사람들은 누구나 변하기 마련이다"라고 했다. 이들의 마지막 투어는 1993년 8월 U2와 함께였고 이후 공식적으로 해체했다. 《Rid of Me》가 이전 앨범인 《Dry》보다 훨씬 더 많이 판매되자 앨범을 위한 데모를 모은 《4-Track Demos》가 발매되었고 이는 PJ 하비의 솔로 활동의 시작을 알렸다. 1994년 초 U2의 매니저인 폴 맥기네스가 그녀까지 맡게 된다.

### 《To Bring You My Love》와 《Is This Desire?》: 1993–1999년
PJ 하비는 솔로 활동을 개시하면서 여러 뮤지션들과 콜라보를 시도했다. 1995년 세 번째 앨범 《To Bring You My Love》에는 이전 밴드 멤버인 존 파리시와 배드 시즈의 멀티 연주자 믹 하비, 프랑스인 드러머 장 마크 버티가 함께 했는데 이들은 모두 이후 PJ 하비의 공연과 녹음에 지속적으로 참여하게 된다. 앨범 제작은 플러드가 맡았고 좀 더 블루스적이고 미래적인 사운드로 현악기와 오르간, 신시사이저를 더해주면서 음악적 폭을 넓혔다. 롤링 스톤은 "하비는 블루스를 마치 닉 케이브가 가스펠을 부르듯 부른다. 다만 더 거칠고 섹시하며 살인적이다. 《To Bring You My Love》는 그런지의 고스 버전이다"라고 평했다. 이어진 투어에서 하비는 자신의 이미지와 무대 페르소나에 대한 여러 실험을 한다.

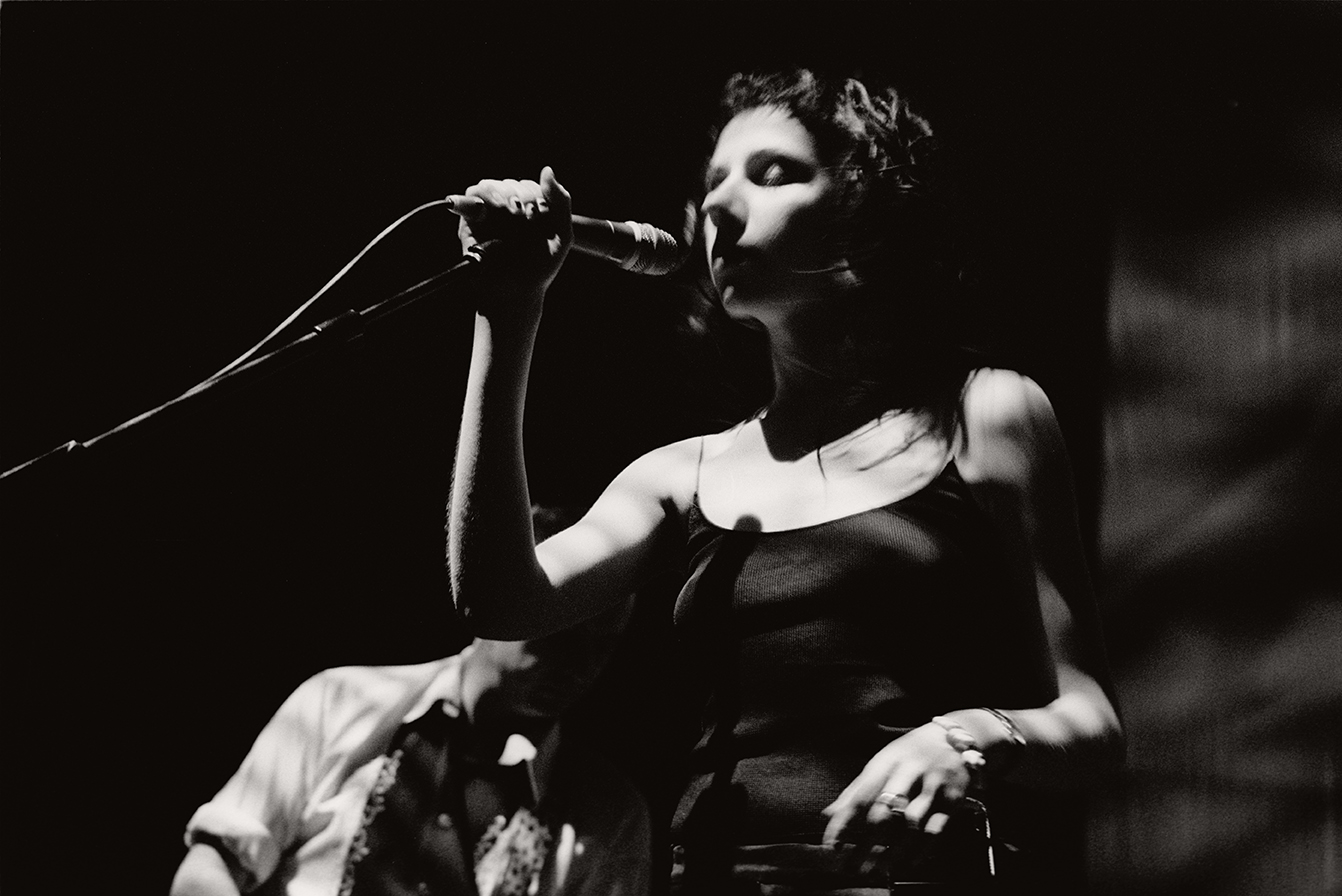
1988년 독일 쾰른에서 PJ 하비

이 앨범은 예상치 않았던 미국의 모던 록 라디오 쪽에서 싱글 "Down By Water"로 인기를 모았고 앨범은 세계적으로 백만장이 팔리면서 상업적 성공도 거두게 된다. 미국에서는 빌리지 보이스, 롤링 스톤, USA 투데이, 피플, 뉴욕 타임스, 로스앤젤레스 타임스 등에 의해 올해의 앨범으로 선정되었고 롤링 스톤은 그녀를 1995년 올해의 아티스트로 뽑았으며 스핀에서는 이 앨범을 1990년대 위대한 앨범 90에 3위로 선정했다. 당시 1위는 너바나의 《Nevermind》(1991년), 2위는 퍼블릭 에너미의 《Fear of a Black Planet》(1990년)이었다.
1996년 《To Bring You My Love》은 전세계적인 성공에 이어 하비는 네 번째 앨범 작업을 시작했다. 곡들은 이전 것들과는 크게 달라졌고 일렉트로니카의 요소도 등장했다. 1997년 녹음 작업에는 트리오 시절 드러머였던 롭 엘리스가 다시금 함께 했고 전작에 이어 플러드가 제작을 맡아 다음해 4월까지 진행되었고 그렇게 앨범 《Is This Desire?》(1998년)가 나왔다. 평은 엇갈렸으나 그래미 어워드 최우수 얼터너티브 음악에 후보로 오르는 등 성공을 거두었다. 싱글 "A Perfect Day Elise"는 영국 싱글 차트 25위에 오르면서 현재까지는 가장 성공한 곡이다.

### 《Stories from the City, Stories from the Sea》와 《Uh Huh Her》: 2000–2006년
2000년 초 PJ 하비는 롭 엘리스, 믹 하비와 함께 다섯 번째 앨범 《Stories from the City, Stories from the Sea》를 준비한다. 고향인 영국 도르셋, 파리, 뉴욕 등지에서 쓰여진 곡들은 이전 앨범들보다는 좀 더 대중적인 인디 록과 팝 록의 사운드를 띄었고 가사는 하비가 사랑하는 도시 뉴욕에 관한 내용이었다. 이 앨범에는 라디오헤드의 톰 요크가 세 곡에 참여했는데 "This Mess We're In"에서는 리드 보컬을 했다. 2000년 10월에 발매된 이 앨범은 그 평과 상업성에 있어 대성공을 거두었고 백만장 이상이 팔리며 영국과 미국 차트에 올랐다.

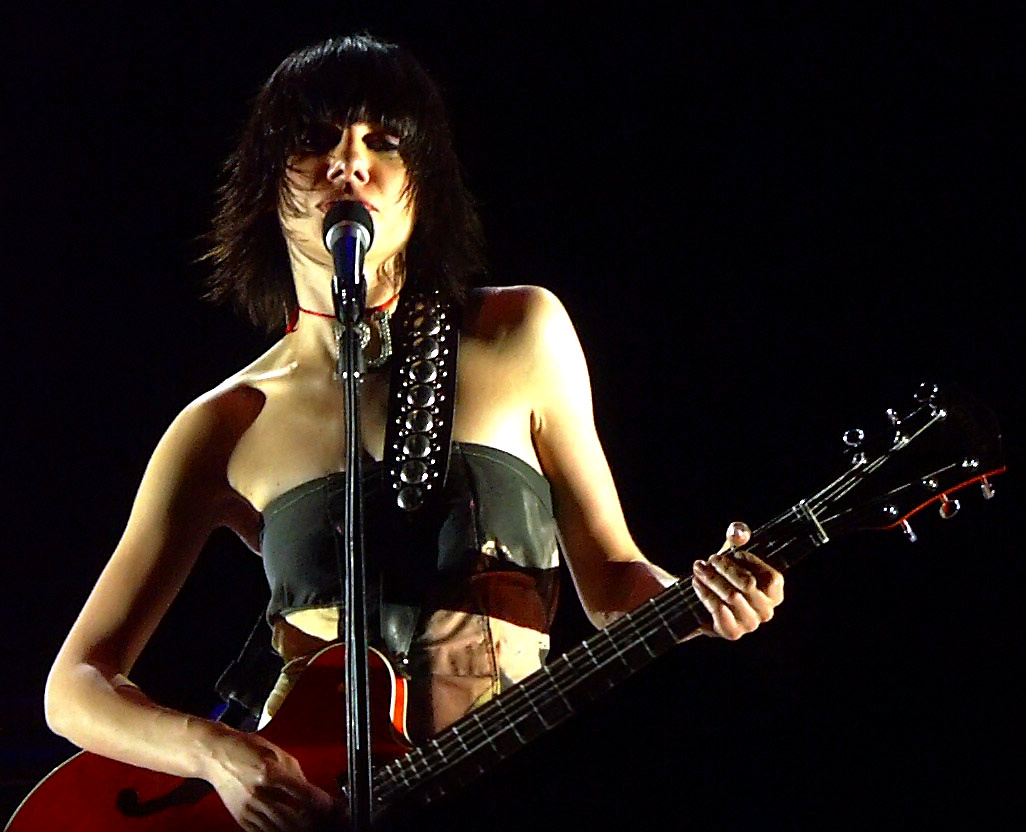
2004년 공연 중인 PJ 하비

이 앨범은 브릿 어워드에서 최우수 여성 아티스트와 그래미 어워드에서 최우수 록 앨범과 "This Is Love"로 최우수 여성 록 퍼포먼스 후보에 올랐다. 그리고 무엇보다도 2001년 머큐리 음악상을 받았다. 행사가 있던 날은 공교롭게도 9·11 테러가 있던 날이었다. 이후 그녀는 테러를 당했던 도시인 워싱턴 D.C.에서 공연을 가졌다. 하비는 "당연하게도 그 때를 되돌아 보면 전세계적인 사건만이 기억된다. 그런 거대한 사건 앞에 내가 상을 받았다는 것은 별로 중요하게 여겨지지 않았다"고 당시를 회상하며 "매우 비현실적인 날이었다"고 덧붙였다.
3년 정도 여러 콜라보 작업을 하면서 준비한 여섯 번째 앨범 《Uh Huh Her》는 2004년 5월 발매되었다. 《4-Track Demos》(1993년) 앨범 이후 하비가 다시금 전 악기를 연주했고 (드럼만 롭 엘리스가 했다) 제작도 했다. 대체적으로 호평을 받았고 판매도 성공적이어서 영국 앨범 차트 12위까지 오르면서 BPI 공인 실버 앨범을 달성했다. 이후 세계 투어를 7개월 간 가졌고 당시 공연들 중 일부가 2006년 <On Tour: Please Leave Quietly>라는 제목의 DVD로 출시되었다.

### 《White Chalk》와 《Let England Shake》: 2007–2014년

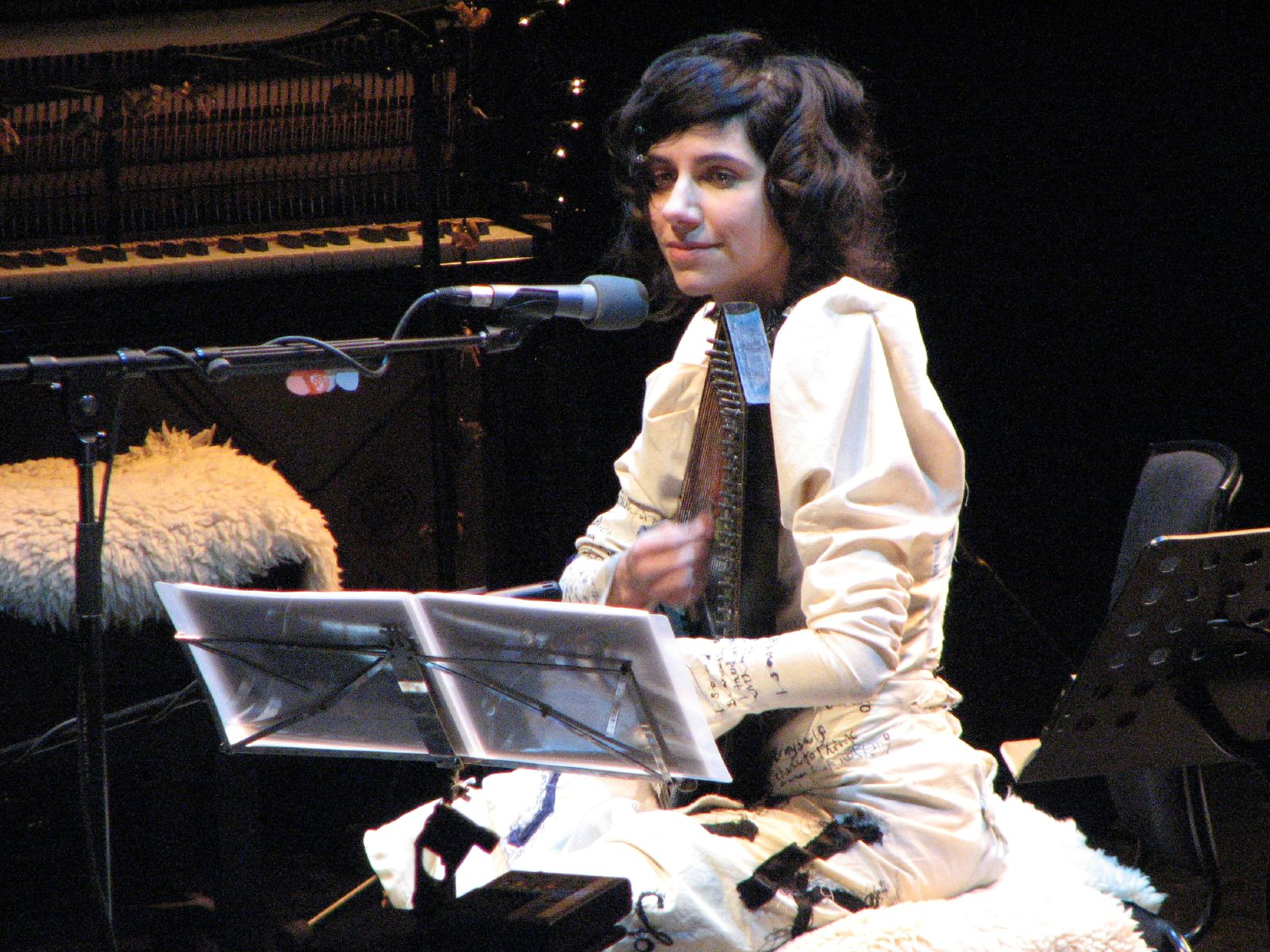
2007년 공연 중인 PJ 하비

2006년 5월, 다음 앨범은 거의 전부 피아노를 기반으로 만들 것이라고 발표했다. 10월에 존 필의 라디오 세션에서 연주한 것들을 모은 《The Peel Sessions 1991–2004》 앨범을 냈고 제작자 플러드, 존 파리시, 에릭 드루 펠드만, 드럼에 짐 화이트와 함께 웨스트 런던의 스튜디오에서 녹음에 들어갔다. 2007년 9월에 출시된 일곱 번째 앨범 《White Chalk》는 기존의 얼터너티브 록 스타일과 극적으로 결별한 피아노 발라드 곡으로 채워져 있었다. 앨범은 호평을 받았는데 하비는 "이 앨범을 들으면 나는 과거인지 미래인지 알 수 없는 다른 우주에 있는 느낌이 든다. 그래서 혼란스러운데 나는 그것이 좋다. 현재인 것 같지 않지만 또 그것이 100년 전인지 아니면 100년 후 미래인지도 모르겠다"면서 앨범의 사운드를 "정말 이상하다"라고 요약했다. 앨범 홍보 투어에서 하비는 밴드 없이 오토하프를 연주하며 공연을 했는데 이는 기타 이후 그녀의 또 하나의 주요 악기가 되었다.
2010년 4월 앤드류 마 쇼에 출연한 하비는 신곡 "Let England Shake"를 연주했고 새로 작업하는 곡들이 "내가 자란 곳과 이 나라의 역사 속에서 나온 것"이며 "정치에 영향을 받을 수 밖에 없는 한 인간의 시점에서 쓰여졌다"고 했다. 여덟 번째 앨범 《Let England Shake》는 2011년 2월 출시되었고 세계적으로 극찬을 받았다. NME에서는 이 앨범에 대해 "영국의 과거, 현재, 미래를 관통하는 전쟁의 어둠 깊은 곳으로의 여행"과도 같다고 하였고 그 외에 주제와 작곡 스타일이 "피비린내 나고 강력하다", "잔혹한 내용의 미묘한 형태", "그녀의 음악들 중 최고로 강력하다" 등과 같은 평론들이 있었다. 유서 깊은 아프가니스탄과의 분쟁을 비롯하여 영국 역사 곳곳의 이야기들을 다룬 이 앨범에는 존 파리시를 비롯하여 믹 하비, 장 마크 버티 등이 다시금 참여했다. 이 앨범으로 하비는 두 번째 머큐리 음악상을 받았다. 이로서 이 상을 두 번 수여한 최초의 아티스트로 기네스북에 올랐다. 상을 수상하면서 앨범 판매는 하룻밤 사이에 1,190%나 치솟았다. 《Let England Shake》는 그 해 9월 골드 앨범이 되었고 MOJO와 언컷에서 올해의 앨범으로 선정했다.
2013년 8월, 관타나모 수용소에 영국 시민의 신분으로 갇혔던 마지막 수감자의 이름을 딴 <Shaker Aamer>란 곡을 발표했다. 이 곡에서는 그가 4개월간의 단식 투쟁을 하는 동안 겪었던 일들을 자세히 다루고 있다.

### 《The Hope Six Demolition Project》: 2015년-현재
2015년 1월에 PJ 하비는 아홉 번째 앨범 《The Hope Six Demolition Project》를 청중들이 있는 가운데 라이브로 녹음했다. 런던의 서머셋 하우스 내에 녹음 스튜디오를 특수 제작하여 진행했다. 이전 앨범인 《Let England Shake》와 같이 정치적인 내용이 담겼으나 그 주제는 영국에 국한되지 않고 전세계를 대상으로 했다. 그녀는 색소폰과 오토하프, 부주키를 연주했고 제작자는 플러드였다.
《The Hope Six Demolition Project》는 영국 앨범 차트 1위를 달성했고 그래미 어워드의 최우수 얼터너티브 앨범 후보에 올랐다. 그리고 2016-17년 9인조 밴드와 함께 북미, 남미, 유럽, 호주에 걸쳐 세계 투어를 벌였고 공연들은 비평가들의 극찬을 받았다.

## 콜라보레이션과 프로젝트들

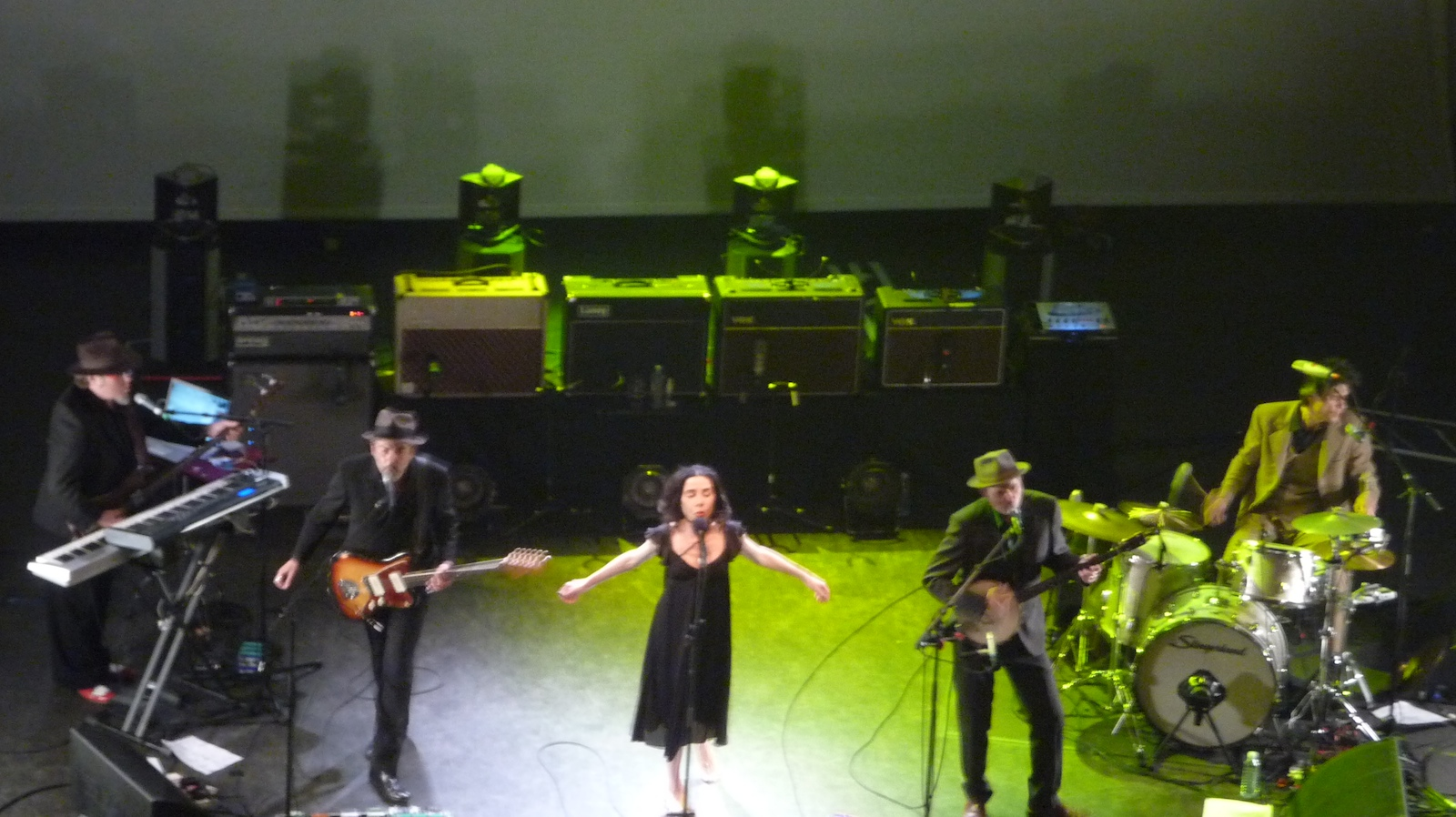
2009년 공연에서 함께 연주하는 존 파리시와 PJ 하비. 하비는 파리시를 자신의 "음악적 소울메이트"라 하였고 20년 넘게 같이 음악 작업을 해왔다.

PJ 하비는 여러 아티스트들과 콜라보레이션을 하고 있다. 1995년 미국 민요 "Henry Lee"를 닉 케이브와 듀엣으로 녹음했고 또 밥 딜런의 곡 "Death is Not End"에 피처링을 했는데 두 곡 모두 닉 케이브 앤드 더 배드 시즈의 《Murder Ballads》(1996년)에 담겨 있다. 같은 해 필립 리들리 감독의 영화 <다크 눈> 주제가 "Who Will Love Me Now?"를 불렀다. 파스칼 코멜레이드의 앨범 《L'Argot du Bruit》에서 몇 곡을 불렀으며 1998년 트리키 엔젤스 위드 더티 페이시스의 곡 <Broken Homes>에서 노래를 했고 스파클하우스의 2001년 앨범 《It's a Wonderful Life》에서 기타와 피아노 백보컬로 두 곡에 참여했다. 조시 홈의 사이드 프로젝트인 데저트 세션 중 《Volume 9: I See You Hearin' Me》와 《Volume 10: I Heart Disco》에서 여덟 곡을 불렀으며 뮤직 비디오에도 출연했다. 2004년에는 티파니 앤더스의 앨범 《Funny Cry Happy Gift》에 제작으로 참여했고 또 메리앤 페이스풀의 앨범 《Before the Poison》에도 제작 및 연주와 작곡으로 참여했다.
오래 함께 작업했던 존 파리시와 만든 1996년 앨범 《Dance Hall at Louse Point》에 대해 하비는 "엄청난 전환점이었다"며 "가사들이 나를 전에 가본 적이 없던 곳으로 나를 밀어넣었다"고 했다. 그리고 2009년에 다시 파리시와 함께 《A Woman a Man Walked By》 앨범을 냈는데 이전 콜라보 앨범과 같이 호평을 받았고 영국 앨범 차트 25위에 올랐다.
콜라보레이션 이외에도 작곡가로서도 여러 프로젝트들을 했는데 2009년 1월 헨리크 입센의 <헤다 가블레르>라는 브로드웨이 연극 음악을 작곡했고 2011년 11월에는 런던 영빅에서 장기 공연하는 <햄릿>의 음악 일부를 작곡했다. 2012년 5월에는 마크 커슨의 영화 <왓 이즈 디스 필름 콜드 러브>에 들어갈 두 곡을 썼다. 2014년 넷플릭스의 <피키 블라인더스> 시즌 2에 PJ 하비의 곡들이 다수 들어갔다. 2019년에는 미니시리즈 <더 버츄스>의 음악을 작곡했다.

## 음악 스타일과 영향
PJ 하비는 넓은 콘트랄토 음역대를 갖고 있다. 같은 것을 반복하는 것을 싫어하며 그래서 매번 사운드가 매우 다른 앨범들을 만들어냈다. 2004년 롤링 스톤 매거진과의 인터뷰에서 그녀는 "새 앨범을 작업할 때 내게 가장 중요한 것은 스스로를 반복하지 않는 것이다... 그것이 늘 나의 목표였다. 새로운 지평을 추구하며 스스로에게 도전한다. 나는 배움을 위해 이 일을 하기 때문이다"라고 했다. 그녀의 음악 스타일은 주로 얼터너티브 록, 펑크 블루스, 아트 록, 전위 록 등으로 분류되는데 이외에도 일렉트로니카, 인디 록, 포크 음악 등 다양한 장르들도 시도한다.
또한 앨범마다 옷이나 헤어스타일 등 외모에도 변화를 주면서 앨범 아트부터 라이브 공연까지 모든 면을 아우르는 독특한 미적 분위기를 만들어 낸다. 각 앨범의 시각적 스타일을 위해 친구들 및 사진가인 마리아 모흐나츠와 작업한다. 《To Bring You My Love》 앨범이 나올 즈음부터 하비는 자신의 이미지를 새롭게 하는 여러 실험을 시작했고 이는 라이브 공연에 연극적 요소를 도입하는 등으로 나타났다. 그러면서 이전 패션 스타일이었던 검은 레깅스와 터틀넥 스웨터, 부츠는 드레스, 캣슈트, 가발에 진한 화장으로 바뀌었다. 1996년 스핀 매거진과의 인터뷰에서 그녀는 "우아하면서도 재미있고 도발적인 것이 한 데 섞인 것에 나는 늘 끌린다. 또 얼룩진 화장을 나는 매우 아름답다고 생각한다. 아마도 아름다움에 대한 나의 뒤틀린 감각일지도 모르겠다"고 했다. 한편 이후에 한 인터뷰에서는 "그것은 일종의 가면이었다. 당시 나는 내 정체성에 있어 혼란에 빠져 있었다. 나 자신이라는 것이 내 안에 하나도 남아있지 않았다"고 했다. 그리고 이후 《To Bring You My Love》 스타일을 다시 반복하지 않았다.
어렸을 때 부모님이 들려준 블루스 음악과 재즈, 아트 록 등은 그녀의 음악세계에 영향을 끼쳤다. 이에 대해 "나는 존 리 후커, 하울링 울프, 로버트 존슨 등을 비롯하여 지미 헨드릭스와 캡틴 비프하트를 많이 들었다. 그렇게 매우 열정적인 뮤지션들을 어렸을 때부터 만날 수 있었고 그것들은 내 안에 계속 머물러 있었고 나이가 들수록 더 많이 수면으로 떠오르는 듯 하다"고 했다. 십대 후반에는 픽시스의 팬이었고 슬린트도 많이 들었다. 영향을 준 이들을 꼽을 때 밥 딜런, 닐 영, 케이트 부시를 언급한다. 많은 평론가들은 하비를 패티 스미스와 비교하곤 하는데 그에 대해 그녀는 "게으른 언론"으로 치부해 왔다. 한편 최근 하비는 패티 스미스에 대해 "에너지가 엄청나고 자신이 하는 일에 열정이 넘친다"고 했다. 라이브 공연에 있어 수지 수를 언급하기도 했는데 "그녀의 공연은 매우 흥미롭다. 에너지가 넘치고 날 것 그대로의 인간의 모습이 담겨있다"고 했다. 또한 러시아 민속 음악과 이탈리아 영화음악 작곡가인 엔니오 모리코네, 클래식 작곡가인 아르보 패르트, 에릭 사티, 새뮤얼 바버, 헨리크 고레키 등에게서도 영감을 얻는다고 했다. 가사에 있어서는 다수의 시인, 작가, 작사가들을 언급하는데 해럴드 핀터, T. S. 엘리엇, 윌리엄 버틀러 예이츠, 제임스 조이스, 테드 휴스를 비롯하여 동시대인으로는 셰인 맥고완과 제즈 버터워스의 영향을 받았다고 했다.

## 기타 활동
음악 외에 PJ 하비는 미술과 연기 쪽에서도 활동을 하고 있는데 1998년 할 하틀리의 영화 <인생 전서>에서 성경에 나오는 막달라 마리아의 현대판 역할을 맡기도 했다.
또한 조각가로도 몇 차례 전시회를 가졌으며 2010년 프랜시스 포드 코폴라가 만드는 잡지 <조에트로프>에 실린 우디 앨런의 단편에 들어간 그림을 그리기도 했다. 이에 대해 그녀는 "내 그림을 선보인 것은 이 잡지에서가 처음이다. 앨범 작업을 하며 그렸던 것인며 (《Let England Shake》) 앨범과도 관련이 있다"고 했다.
2015년 10월 하비는 사진가인 시무스 머피와 함께  <The Hollow of The Hand>라는 제목의 시집을 냈다. 책을 위해 둘은 코소보, 아프가니스탄, 워싱턴 D.C. 등을 수차례 여행하기도 했다. 시무스 머피는 《Let England Shake》에 관한 열 두 개의 단편 영화를 하비와 함께 만들기도 했다.
2022년 4월에는 <Orlam>이라는 서사시를 출판했다.

## 사생활
PJ 하비는 자신의 가사들이 자전적이 아니라고 한다. 1998년 타임스에서 그녀는 "고뇌하는 예술가에 대한 신화가 만연해 있다. 사람들은 나를 지옥에서 온 흑마술을 하는 악마로 묘사하기도 한다. 그런 것들은 다 쓰레기다"라고 했다. 이후 스핀 매거진에서 그녀는 "어떤 평론가들은 내 가사를 고지곧대로 받아들여 <Down by the Water> 같은 경우 내가 실제로 애를 낳고 그 아이를 익사시켰다고 믿을 정도다"라고 했다.
1990년대 초 하비는 드러머이자 사진가인 조 딜워스와 로맨스가 있었다. 그리고 1996-1997년에는 함께 작업했던 닉 케이브와 사귀다 헤어졌는데 이것이 닉 케이브의 앨범 《The Boatman's Call》(1997년)에 영향을 주었다고 한다. 특히 <Into My Arms>, <West Country Girl>, <Black Hair>는 그녀에 관한 곡들이다.
PJ 하비의 오빠 사울 아래로 네 명의 조카가 있고 그녀는 그 아이들에 대한 사랑을 표현하곤 했다. 1995년 그녀는 아이들을 가지는 것에 대해 "결혼하지 않는다면 고려하지 않을 것이다. 평생을 함께 하고 싶은 사람을 만나야 한다. 그리고 그 사람이 내 아이들의 아버지가 되어야 한다. 아마도 그런 일은 일어나지 않을 것이다. 하지만 그래도 여전히 아이들을 갖고 싶다"고 했다.
PJ 하비는 2013년 음악에 대한 공로로 엘리자베스 2세 여왕에 의해 대영 제국 훈장(MBE)의 회원으로 임명되었다.

## 수상 및 후보
머큐리상
| 연도   | 음반                                            | 상          | 결과 |
| ------ | ----------------------------------------------- | ----------- | ---- |
| 1993년 | 《Rid of Me》                                   | 올해의 음반 | 후보 |
| 1995년 | 《To Bring You My Love》                        | 올해의 음반 | 후보 |
| 2001년 | 《Stories from the City, Stories from the Sea》 | 올해의 음반 | 수상 |
| 2011년 | 《Let England Shake》                           | 올해의 음반 | 수상 |

## 음반 목록
- 《Dry》 (1992년)
- 《Rid of Me》 (1993년)
- 《To Bring You My Love》 (1995년)
- 《Is This Desire?》 (1998년)
- 《Stories from the City, Stories from the Sea》 (2000년)
- 《Uh Huh Her》 (2004년)
- 《White Chalk》 (2007년)
- 《Let England Shake》 (2011년)
- 《The Hope Six Demolition Project》 (2016년)
- 《I Inside the Old Year Dying》 (2023년)

## 구성원
- 폴리 하비 (Polly Harvey) – 보컬, 색소폰, 기타, 오토하프, 피아노, 오르간, 키보드, 바이올린, 첼로, 비브라폰, 마림바, 벨/차임, 퍼커션, 젬베, 베이스, 멜로디카, 치터, 하모니카, 하프, 시그 피들 (1991년-현재)
- 테리 에드워즈 (Terry Edwards) – 백보컬, 색소폰, 퍼커션, 키보드, 기타, 플루트, 베이스 하모니카, 멜로디카, 트럼펫 (1993년 - 공연 게스트, 1997 스튜디오 게스트, 2014–2017년)
- 제임스 존스톤 (James Johnston) – 백보컬, 키보드, 바이올린, 기타, 오르간 (1993년 라이브 게스트, 2014–2017년)
- 존 파리시 (John Parish) – 백보컬, 기타, 드럼, 키보드, 베이스, 밴조, 오르간, 우클렐레, 트럼본 로즈, 멜로트론, 실로폰, 퍼커션 (1998년, 2006년–현재)
- 믹 하비 (Mick Harvey) – 백보컬, 베이스, 키보드, 오르간, 기타, 드럼, 하모니움, 아코디언, 베이스 하모니카, 피아노, 로즈, 실로폰 퍼커션 (1994–2001년, 2009년–현재)
- 장 마크 버티 (Jean-Marc Butty) – 백보컬, 드럼, 퍼커션 (1994–1996년, 2006년-현재)

## 서훈
- 2013년 대영 제국 훈장 5등급(MBE) 수훈[114]